# فضائل القرآن (ابن الضريس)
فضائل القرآن هو كتاب لأبي عبد الله محمد بن أيوب بن يحيى بن ضريس البجلي الرازي، (200هـ - 294هـ).
الكتاب في رصد فضائل القرآن الكريم، فقد ذكر المؤلف فيه موضوعات تخص القرآن الكريم، ويمكن أن نعتبر كتابه قسمين، القسم الأول اختص بذكر موضوعات تتعلق بعلوم القرآن، ومن ذلك: التعويذ عن آية فيها تعويذ، وسؤال الرحمة عند آية رحمة، وكراهية التعشير، وفضل من تعلم القرآن وعلمه، وكيف أنزل القرآن وفي كم أنزل؟، والقسم الثاني يتعلق بذكر فضائل السور والآيات، فذكر فضل الفاتحة، وسورة البقرة، وسورة الكهف، وسورة السجدة، وسورة الحشر، وسورة الإخلاص. وقد ذكر في كتابه موضوعات مختلفة عن القرآن الكريم، منها: باب الرجل يمر بآية تخويف ورحمة فيسأل ويتعوذ، وباب ما يقرأ به الأعرابي الجاهل بالقرآن، وباب فيما نزل من القرآن بمكة، وما نزل بالمدينة، وباب ما قالوا في الماهر بالقرآن.
الكتاب من أقدم الكتب التي وصلتنا في هذا الموضوع، واعتمد عليه من جاء بعده، كالسيوطي في الدر المنثور في التفسير بالمأثور، كما أن الكتاب مسند.

## موضوعات الكتاب
ذكر المؤلف في كتابه موضوعات مختلفة عن القرآن الكريم، وهي:
1. باب الرجل يمر بآية تخويف ورحمة فيسأل ويتعوذ.
2. باب ما يقرأ به الأعرابي الجاهل بالقرآن.
3. باب فيما نزل من القرآن بمكة، وما نزل بالمدينة.
4. باب ما قالوا في الماهر بالقرآن.
5. باب فيمن كره التعشير في المصحف.
6. باب الرجل إذا ختم القرآن ما يصنع.
7. باب ما قيل في فضل الألف واللام من القرآن.
8. باب فيمن قال: القرآن يشفع لصاحبه يوم القيامة.
9. باب يقال لصاحب القرآن اقرأ وارقه.
10. باب كيف أنزل القرآن؟ وفي كم أنزل؟
11. باب في فضل من تعلم القرآن وعلمه.
12. باب في فضل خاتمة الكتاب.

ذكر بعده أبوابا عديدة في فضائل كثير من سور القرآن.

## منهج المؤلف في الكتاب
- انتهج المؤلف نهج المحدثين، فجعل كتابه على نهج صنيع المحدثين، فيبوب وينقل الروايات في كل باب.
- يذكر الروايات المختلفة للحديث الواحد إن كان هو مقصود الباب.
- يذكر الأسانيد المختلفة للحديث الواحد إن كان هو مقصود الباب.

## طبعات وتحقيقات الكتاب
طبعة دار الفكر، بتحقيق: عروة بدير، الطبعة الأولى 1408هـ.